# موش (مجموعه تلویزیونی)
موش (انگلیسی: Mouse; کره‌ای: 마우스; لاتین‌نویسی اصلاح‌شده: Mauseu) یک مجموعه تلویزیونی کره جنوبی در در سال ۲۰۲۱ با بازی لی سونگ گی، لی هی جون، پارک جو هیون و کیونگ سو جین است. این مجموعه به کارگردانی چوی جون به و کانگ چول وو و نویسندگی چوی ران، رویارویی افسر پلیس جونگ با روم (لی سونگ گی) با یک قاتل زنجیره‌ای را دنبال می‌کند. این مجموعه از ۳ مارس تا ۲۰ مه ۲۰۲۱، روزهای چهارشنبه و پنجشنبه ساعت ۲۲:۳۰ (کی‌اس‌تی) از تی‌وی‌ان پخش شد.
این مجموعه براساس سرویس ویدئویی آنلاین (اوتی‌تی) سیزن کی‌تی، سومین درام محبوب در نیمهٔ اول سال ۲۰۲۱ است. این مجموعه در جایگاه پنجم در میان تمام درام‌های چهارشنبه و پنجشنبهٔ تی‌وی‌ان (بر پایهٔ پلتفرم پولی یکپارچه با کابل، آی‌پی‌تی‌وی و ماهواره/ارائه شده توسط نیلسن کره) قرار گرفت.

## پس‌زمینه
فیلم‌نامه‌نویس، از پروندهٔ قتل مدرسه ابتدایی اینچئون در سال ۲۰۱۷ الهام گرفته است.
«من می‌خواهم که متهم بداند فرزند کوچک ما چقدر با ارزش بود …» این چیزی است که مادر کودک قربانی، در سال ۲۰۱۷، در دادگاه قتل مدرسه ابتدایی اینچئون گفت. اما متأسفانه، این اتفاق نیفتاد.
هنگامی که مادر مقتول از متهم پرسید سخت‌ترین کار در حال حاضر چیست، پاسخ متهم پشیمانی یا احساس گناه نبود. در عوض، متهم گفت: «هوا خوب است، اما برای من اینکه شکوفه‌های گیلاس را نبینم، سخت‌تر است.» چیزی که برای متهم سخت بود عدم دیدن شکوفه‌های گیلاس بود و هیچ چیز در مورد قربانی نبود.
کل ملت از پاسخ متهم شوکه و خشمگین شدند. شاید طبیعی است که متهم چنین پاسخی بدهد. از این گذشته، متهم با ژن متفاوتی از ژن ما، «ژن سایکوپَث» متولد شد. فرد سایکوپث همان مغز انسان‌های عادی را بدون نورون آینه‌ای دارد. او درد دیگران را به هیچ وجه احساس نمی‌کند. همچنین آن‌ها نمی‌توانند احساسات دیگری مانند احساس گناه، همدردی، دلسوزی، یا پشیمانی را درک کنند؛ بنابراین نمی‌توانیم انتظار توبه یا کفاره از متهم را داشته باشیم.
خانواده‌های قربانیان تنها می‌توانند بقیهٔ عمر خود را در رنج سپری کنند در حالی که جنایتکاران بقیه عمر خود را برای کشتن صرف کردند. آن‌ها ژن‌هایی دارند که به آن‌ها امکان می‌دهد چشم خود را نسبت به آنچه انجام داده‌اند بسته و راحت زندگی کنند، بدون اینکه حتی ۱٪ پشیمانی یا گناهی را که باید احساس می‌کردند، احساس کنند و این باعث ایجاد خشم غیرقابل تحملی می‌شود. فیلمنامه‌نویس، درام را در این پس‌زمینه برنامه‌ریزی کرده است. سایکوپث‌ها کسانی هستند که به آنچه انجام داده‌اند، ایمان دارند. همان‌طور که فیلم‌نامه‌نویس می‌خواست ببیند که قاتلان سایکوپث، درد را احساس می‌کنند، به اعمال خود فکر می‌کنند و کفارهٔ آن را می‌دهند. این بهترین مجازات و نجات برای قاتلان سایکوپث است.

## خلاصهٔ داستان
موش، افسر جونگ با روم (لی سونگ گی) را دنبال می‌کند، یک افسر پلیس ثابت‌قدم، که زندگی‌اش زمانی که با یک قاتل زنجیره‌ای سایکوپَثی برخورد می‌کند، تغییر می‌کند. این امر او و همکارش گو مو چی (لی هی جون) را برای آشکار ساختن حقیقت پشت رفتارهای سایکوپثی سوق می‌دهد. این مسئله همچنین این سوالات را مطرح می‌کند، که آیا این امکان وجود دارد که یک بیمار سایکوپثی را در رحم مادر با استفاده از تست ژنتیک جنین اسکن کنیم؟ و اگر کودک در رحم، یک سایکوپث است، آیا عاقلانه است که آن کودک را داشته باشیم؟

## بازیگران

### اصلی
- لی سونگ گی[۷] در نقش جونگ با روم، یک افسر پلیس، که زندگی‌اش زمانی که با یک قاتل زنجیره‌ای سایکوپثی برخورد می‌کند، تغییر می‌کند.[۸]
- لی هی جون[۹] در نقش گو مو چی، یک کارآگاه که به قوانین اهمیت نمی‌دهد و مایل است که به هر روشی متوسل شود تا مجرمان را دستگیر کند.
  - سونگ مین جه در نقش کودکی گو مو چی
  - سو دونگ هیون در نقش نوجوانی گو مو چی[۱۰]
- پارک جو هیون[۱۱] در نقش اوه بونگ یی، یک دانش‌آموز دبیرستانی سرسخت که با مادربزرگش زندگی می‌کند و هر روز هنرهای رزمی را تمرین می‌کند. اگرچه او در مدرسه شاگرد برتر نیست اما با اعتماد به نفس، سرسخت و همیشه روراست است. با این حال، او شخصیتی با گذشته‌ای عمیق است.[۱۲]
- کیونگ سو جین[۱۳] در نقش چوی هونگ جو، مدیر تولید با استعداد یک برنامهٔ تلویزیونی واقع‌نما معروف به «شرلوک هونگ جو» در کانال اوبی‌ان.

### اطرافیان جونگ با روم[۸]

#### دوستان جونگ با روم
- لی سو جون در نقش نا چی گوک، یک نگهبان تازه‌کار زندان در بازداشتگاه موجین. او بهترین دوست با روم از دوران دبیرستان است.
- وو جی هیون در نقش گو دونگ گو، یک نگهبان زندان و دوست با روم و چی گوک.

### اطرافیان کو مو چی[۱۰]
- کیم یونگ جه در نقش کو مو وون؛ برادر بزرگتر کو مو چی
  - جو یون هو در نقش کودکی کو مو وون

### اطرافیان اوه بونگ یی[۱۲]
- کیم یونگ اوک در نقش مادر بزرگ اوه بونگ یی

### ایستگاه پلیس[۱۴]
- پی.او[۱۵] در نقش شین سانگ
- آن نه سانگ در نقش پارک دو سوک
- هیون بونگ شیک در نقش بوک هو نام
- یون سو هیون در نقش گانگ گی هیوک
- کیم مین سو در نقش کاراگاه لی مین‌سو
- جونگ سوک یونگ در نقش وو جه پیل؛ همکار سابق پارک دو سوک

### سایر بازیگران[۱۶]
- آن جه ووک در نقش دکتر هان سو جون
- کیم جونگ نان در نقش سونگ جی اون؛ همسر دکتر هان سو جون.
- کوان هوا وون در نقش سونگ یو هان؛[۱۷] رزیدنت فوریت‌های پزشکی در بیمارستان موجین.
- جو جه یون در نقش دنیل لی؛ دکتر ژنتیک و یک جرم‌شناس.[۱۸]
- جونگ اون پیو در نقش کانگ دوک سو؛ مجرم جنسی کودکان.
- سونگ جه هی در نقش وو هیونگ چول، پسر وو جه پیل و یک وکیل.
- یو یون در نقش مادر هیونگ چول
- شین ها یونگ در نقش سون سو جونگ
- کیم کانگ هون در نقش جه هون
  - سو وو جین در نقش خردسالی جه هون
- سون وو هیون در نقش کیم جون سونگ، همکلاسی و دوست سونگ یو هان.
- جونگ ئه ری در نقش چوی یونگ شین؛ دبیر ارشد در کاخ آبی.
- کیم ها اون در نقش کیم هان کوک، یک بچه ربوده شده.
- گو وو ری در نقش جنیفر لی، خواهر دنیل لی و دوست‌دختر سابق هان سو جون.
- کانگ مال گوم
- چون جونگ ها در نقش مادر نا چی کوک. این آخرین نقش او پیش از مرگش در سن ۵۲ سالگی (سن کره‌ای) در اثر فشار خون پایین و نارسایی کلیه بود که به تصویر کشید.[۱۹]
- جین سو یون
- ما دونگ سوک
- وو جین هیون
- کیم یو هان در نقش بیمار پیوند مغز (قسمت ۲۰)[۲۰]

## تولید
در آوریل ۲۰۲۰، به لی سونگ گی و چوی جین هیوک، پیشنهاد بازی در این سریال داده شد. در ماه ژوئن، تأیید شد که لی سونگ گی نقش یک افسر پلیس تازه‌کار را بازی می‌کند. در ۴ اوت، ۹۳۵ انترتینمنت گزارش کرد که پارک جو هیون در نظر دارد به‌طور قطعی در این دراما حضور پیدا کند. در ۲۱ اکتبر، وای‌جی انترتینمنت گزارش کرد که کیونگ سو جین به‌طور دقیق در حال بررسی پیوستن به بازیگران این سریال است.
در ۲۹ اکتبر، گزارش‌ها حاکی از آن بود که پی.او در درامای جدید تی‌وی‌ان بازی خواهد کرد، پس از اینکه او در حین خواندن فیلم‌نامه مشاهده شد، یک نماینده از شبکه تأیید کرد: «درست است که پی.او در درام جدید موش بازی خواهد کرد.»

## انتشار
موش همچنین برای پخش در مای‌تی‌وی سوپر در هنگ کنگ و ویو و آی‌چی‌یی در سنگاپور، اندونزی، تایلند، فیلیپین، میانمار و مالزی در دسترس است.
در ۱ ژوئیه ۲۰۲۱، سیریز مانیا (fr)، یک جشنوارهٔ بین‌المللی که به مجموعه‌های تلویزیونی در سراسر جهان اختصاص دارد، لاین‌آپ خود را برای برنامهٔ ۲۰۲۱ که در لیل، فرانسه در ۲۶ اوت - ۲ سپتامبر ۲۰۲۱ انجام می‌شود، اعلام کرد. این لاین‌آپ شامل موش است، جایی که اولین نمایش فرانسوی خود را در دستهٔ اینترنشنال پانوراما به ریاست فلورنس اوبناس انجام می‌دهد. در ۲۸ ژوئیه ۲۰۲۱، گزارش شد که موش در «نمایشگاه‌های مجازی کی-فرمت در آمریکا ۲۰۲۱» که توسط آژانس محتوای خلاق کره برگزار می‌شود، گنجانده خواهد شد. شبکه‌های بزرگ آمریکا و شرکت‌های تولیدی مانند برادران وارنر، اچ‌بی‌او مکس و لاینزگیت و همچنین تهیه‌کننده‌ها و کارگردانان هالیوود نیز در این رویداد شرکت خواهند کرد.

## آمار بینندگان
این درام، رکورد بیشترین رتبه‌بندی بینندگان را در میان همهٔ درام‌های چهارشنبه و پنجشنبهٔ تی‌وی‌ان، در بیش از دو سال گذشته را شکست. همچنین در بازهٔ زمانی پخش خود، در میان همهٔ کانال‌ها و در بین جمعیت سنی ۲۰ تا ۴۹ ساله نیز، جایگاه شماره ۱ را به دست آورد. در قسمت پایانی خود، میزان زمان واقعی مخاطبان آنلاین تیوینگ در پلتفرم شبکهٔ کره‌ای، به بالاترین رکورد ۹۰٫۶٪ رسید.
| فصل | فصل | شمارهٔ قسمت | شمارهٔ قسمت | شمارهٔ قسمت | شمارهٔ قسمت | شمارهٔ قسمت | شمارهٔ قسمت | شمارهٔ قسمت | شمارهٔ قسمت | شمارهٔ قسمت | شمارهٔ قسمت | شمارهٔ قسمت | شمارهٔ قسمت | شمارهٔ قسمت | شمارهٔ قسمت | شمارهٔ قسمت | شمارهٔ قسمت | شمارهٔ قسمت | شمارهٔ قسمت | شمارهٔ قسمت | شمارهٔ قسمت | میانگین |
| فصل | فصل | ۱          | ۲          | ۳          | ۴          | ۵          | ۶          | ۷          | ۸          | ۹          | ۱۰         | ۱۱         | ۱۲         | ۱۳         | ۱۴         | ۱۵         | ۱۶         | ۱۷         | ۱۸         | ۱۹         | ۲۰         | میانگین |
| --- | --- | ---------- | ---------- | ---------- | ---------- | ---------- | ---------- | ---------- | ---------- | ---------- | ---------- | ---------- | ---------- | ---------- | ---------- | ---------- | ---------- | ---------- | ---------- | ---------- | ---------- | ------- |
|     | ۱   | ۱٫۱۱۵      | ۱٫۰۴۷      | ۱٫۴۵۲      | ۱٫۵۳۰      | ۱٫۴۸۳      | ۱٫۵۹۶      | ۱٫۴۷۶      | ۱٫۶۳۷      | ۱٫۳۶۲      | ۱٫۳۸۵      | ۱٫۳۷۶      | ۱٫۲۰۷      | ۱٫۳۱۴      | ۱٫۱۷۰      | ۱٫۱۵۲      | ۱٫۲۲۷      | ۱٫۳۴۹      | ۱٫۳۲۸      | ۱٫۴۰۰      | ۱٫۵۱۹      | ۱٫۳۵۶   |

| قسمت | تاریخ پخش اصلی | میانگین سهم مخاطب (AGB Nielsen) | میانگین سهم مخاطب (AGB Nielsen) |
| قسمت | تاریخ پخش اصلی | سراسر کشور                      | سئول                            |
| --- | -------------- | ------------------------------- | ------------------------------- |
| ۱ | ۳ مارس ۲۰۲۱    | ۴٫۹۴۸٪ (اول)                    | ۵٫۳۷۰٪ (اول)                    |
| ۲ | ۴ مارس ۲۰۲۱    | ۴٫۰۴۴٪ (دوم)                    | ۴٫۸۸۶٪ (دوم)                    |
| ۳ | ۱۰ مارس ۲۰۲۱   | ۵٫۹۸۵٪ (اول)                    | ۶٫۴۶۱٪ (اول)                    |
| ۴ | ۱۱ مارس ۲۰۲۱   | ۶٫۲۰۲٪ (اول)                    | ۷٫۱۶۰٪ (اول)                    |
| ۵ | ۱۷ مارس ۲۰۲۱   | ۵٫۷۹۶٪ (اول)                    | ۶٫۹۲۹٪ (اول)                    |
| ۶ | ۱۸ مارس ۲۰۲۱   | ۶٫۶۷۲٪ (اول)                    | ۷٫۵۳۰٪ (اول)                    |
| ۷ | ۲۴ مارس ۲۰۲۱   | ۵٫۵۰۲٪ (دوم)                    | ۶٫۳۲۴٪ (دوم)                    |
| ۸ | ۲۵ مارس ۲۰۲۱   | ۶٫۴۱۴٪ (اول)                    | ۷٫۳۶۲٪ (اول)                    |
| ۹ | ۳۱ مارس ۲۰۲۱   | ۵٫۵۶۳٪ (دوم)                    | ۵٫۹۰۸٪ (دوم)                    |
| ۱۰ | ۱ آوریل ۲۰۲۱   | ۵٫۶۰۴٪ (اول)                    | ۶٫۲۳۳٪ (اول)                    |
| ۱۱ | ۸ آوریل ۲۰۲۱   | ۵٫۳۹۴٪ (اول)                    | ۵٫۶۷۳٪ (دوم)                    |
| ۱۲ | ۱۴ آوریل ۲۰۲۱  | ۵٫۱۶۳٪ (اول)                    | ۵٫۸۷۱٪ (اول)                    |
| ۱۳ | ۱۵ آوریل ۲۰۲۱  | ۵٫۳۷۴٪ (اول)                    | ۵٫۷۲۵٪ (اول)                    |
| ۱۴ | ۲۱ آوریل ۲۰۲۱  | ۴٫۹۶۴٪ (اول)                    | ۵٫۵۲۸٪ (اول)                    |
| ۱۵ | ۲۲ آوریل ۲۰۲۱  | ۴٫۹۰۱٪ (دوم)                    | ۵٫۰۴۰٪ (دوم)                    |
| ۱۶ | ۵ مه ۲۰۲۱      | ۵٫۰۰۳٪ (دوم)                    | ۵٫۶۱۷٪ (دوم)                    |
| ۱۷ | ۶ مه ۲۰۲۱      | ۵٫۳۹۲٪ (دوم)                    | ۶٫۰۳۶٪ (دوم)                    |
| ۱۸ | ۱۲ مه ۲۰۲۱     | ۵٫۴۷۹٪ (اول)                    | ۵٫۹۳۳٪ (اول)                    |
| ۱۹ | ۱۳ مه ۲۰۲۱     | ۵٫۶۰۳٪ (اول)                    | ۶٫۰۶۰٪ (اول)                    |
| ۲۰ | ۱۹ مه ۲۰۲۱     | ۶٫۲۴۶٪ (اول)                    | ۶٫۹۰۲٪ (اول)                    |
| میانگین | میانگین        | ۵٫۵۱۲٪                          | ۶٫۱۲۷٪                          |
| قسمت ویژه | ۷ آوریل ۲۰۲۱   | ۳٫۰۶۹٪ (دوم)                    | ۳٫۱۹۱٪ (دوم)                    |
| قسمت ویژه | ۱۰ مه ۲۰۲۱     | ۱٫۵۴۵٪ (پنجم)                   | ۱٫۶۶۷٪ (پنجم)                   |
| قسمت ویژه | ۲۰ مه ۲۰۲۱     | ۱٫۴۳۹٪ (پنجم)                   | ۲٫۰۵۲٪ (سوم)                    |
| اسپین‌آف | ۲۸ آوریل ۲۰۲۱  | ۴٫۱۶۰٪ (دوم)                    | ۴٫۷۵۳٪ (اول)                    |
| اسپین‌آف | ۲۹ آوریل ۲۰۲۱  | ۳٫۷۴۳٪ (دوم)                    | ۳٫۹۶۵٪ (دوم)                    |
| - در جدول بالا، اعداد آبی کمترین رتبه را دارند و اعداد قرمز بیشترین رتبه را نشان می‌دهند. - این درام از یک کانال کابلی/پولی تلویزیون پخش می‌شود که در مقایسه با تلویزیون آزاد/پخش کننده‌های عمومی (اس‌بی‌اس، کی‌بی‌اس، ام‌بی‌سی و ئی‌بی‌اس) به‌طور معمول مخاطبان نسبتاً کمتری دارد. |                |                                 |                                 |

## جوایز و نامزدی‌ها
| سال  | مراسم جوایز                                  | دسته‌بندی                                    | گیرنده     | نتیجه    | منبع          |
| ---- | -------------------------------------------- | ------------------------------------------- | ---------- | -------- | ------------- |
| ۲۰۲۱ | پنجاه و هفتمین مراسم اهدای جوایز هنری بکسانگ | بهترین بازیگر نقش مکمل مرد                  | لی هی جون  | نامزدشده | [ ۳۶ ] [ ۳۷ ] |
| ۲۰۲۱ | ششمین جوایز آرتیست آسیا                      | جایزه بزرگ (دسانگ) – بهترین بازیگر تلویزیون | لی سونگ گی | برنده    | [ ۳۸ ]        |